# Umlaufbahn
Als Umlaufbahn oder Orbit (entlehnt über englisch orbit aus lateinisch orbis für „[Kreis-]Bahn“) wird in der Astronomie die Bahnkurve bezeichnet, auf der sich ein Objekt aufgrund der Gravitation im freien Fall periodisch um ein anderes Objekt bewegt, den Zentralkörper.
Wenn beide Objekte punktförmig angenommen werden und die gegenseitige Anziehungskraft durch das Newtonsche Gravitationsgesetz ungestört zu beschreiben ist, hat die Bahn die Form einer Ellipse. Dies gilt ebenso für die Mittelpunkte ausgedehnter Objekte mit kugelsymmetrischer Massenverteilung. Wird die Bahn eines der Objekte relativ zum anderen beschrieben, dann steht das andere in einem Brennpunkt der Ellipse. Vom gemeinsamen Massenmittelpunkt aus gesehen beschreibt jedes der Objekte eine Ellipse, wobei der Massenmittelpunkt Brennpunkt in beiden Ellipsen ist. Wenn zusätzliche Kräfte von außerhalb auf ein solches Zweikörpersystem wirken, oder die Kraft nicht genau dem Newtonschen Gravitationsgesetz folgt, kann die – gestörte – Bahnform keine mathematisch exakte Ellipse sein (siehe z. B. die Periheldrehung des Merkur).
Der Umlauf auf einer Umlaufbahn wird auch als Revolution bezeichnet (siehe De revolutionibus orbium coelestium). Die dafür benötigte Zeit ist die Umlaufzeit (oder Revolutionsperiode).

## Umlaufbahn als Zweikörperproblem

Zwei Körper gleicher Masse bewegen sich durch gegenseitige Anziehung umeinander auf Bahnen gleicher Gestalt. Das Kreuz markiert den ruhenden Schwerpunkt, das Baryzentrum.

Bei geeigneten Startbedingungen bewegen sich beide Körper (hier: verschiedene Massen) auf Kreisbahnen.

Im Zweikörpersystem vernachlässigt man alle Einflüsse weiterer Körper oder betrachtet sie allenfalls als kleine Störung. Das ist eine gute Näherung für Paare sich umkreisender Objekte wie:
- die Erde um die Sonne; siehe Erdbahn
  - die Erde um den Erde-Mond-Schwerpunkt
- Erdumlaufbahn:
  - der Mond um die Erde (bzw. um den Erde-Mond-Schwerpunkt); siehe Mondbahn
  - Satellit, Raumfähre oder ähnliche Raumflugkörper; siehe Satellitenorbit
- Planeten, Kometen oder Asteroiden (Planetoiden) um die Sonne (als Überblick siehe Sonnensystem)
- Monde um andere Planeten oder um Asteroiden
- Doppelsterne umeinander (bzw. um deren Baryzentrum).
- Exoplaneten um ihr Zentralobjekt
- die Sonne (und mit ihr das ganze Sonnensystem) um das Zentrum der Milchstraße

Die Bahnen sind Keplerbahnen, also Bahnellipsen mit charakteristischen Umlaufzeiten, die sich aus dem mittleren Bahnradius und den Massen der Objekte ergeben. Näherungsweise wird bei erheblichem Unterschied der Massen das mit der größeren als Zentralkörper betrachtet, der von dem anderen Objekt umlaufen wird. Der Umlauf erfolgt in einer Bahnebene, in der auch das Baryzentrum der beiden Körper liegt. Der Vektor, der vom Zentralobjekt zum umlaufenden Objekt weist, wird Radiusvektor genannt.
Jedoch sind selbst im Zweikörpersystem nicht alle Bahnen geschlossen oder zeitlich stabil. Kometenbahnen können langgestreckt wie Hyperbeln sein, und Mehrfachsterne oder Asteroiden können auf instabile Bahnen gelangen. Der Umlauf aller Sterne um das galaktische Zentrum gleicht einer spiraligen Rotation mit einer Periode von 100 bis 300 Millionen Jahren. Relativistische Störungen führen dazu, dass eine Keplerbahn ein idealisierter Fall ist. Tatsächlich sind alle Bahnen instabil, auch die der Erde, wobei die größten Störungen gewöhnlich von der Gravitation weiterer Himmelskörper verursacht werden.

## Planeten, Bahnelemente, Doppelsterne

Vier von sechs Bahnelementen, wie sie bei Planeten üblich sind.

Am genauesten kennt man die Umlaufbahnen der Planeten des Sonnensystems. Anfang des 17. Jahrhunderts erkannte Johannes Kepler bei der Analyse der Marsbahn, dass diese Umlaufbahnen Ellipsen sind (siehe keplersche Gesetze). Ähnliches gilt für alle Himmelskörper, die sich um die Sonne bewegen und keinen anderen Kräften (wie etwa dem Sonnenwind) ausgesetzt sind.
Aus dem newtonschen Gravitationsgesetz kann man ableiten, dass in jedem Zweikörpersystem die Bahnen Kegelschnitte sind – das heißt Kreise, Ellipsen, Parabeln oder Hyperbeln.
Sie lassen sich – bei bewegten Punktmassen im Vakuum – exakt durch sechs Bahnelemente beschreiben.
Die wahren Umlaufbahnen weichen allerdings von diesen idealen Keplerellipsen ab, weil sie prinzipiell auch der Gravitation aller anderen Körper des Systems unterliegen. Solange die Körper weit genug voneinander entfernt sind, bleiben die Differenzen zu den idealisierten Kegelschnitten minimal. Diese Bahnstörungen lassen sich durch die Störungsrechnung der Himmelsmechanik ermitteln, die auf Carl Friedrich Gauß und einige seiner Zeitgenossen zurückgeht. Sie modelliert die einzelnen Kräfte und berechnet, wie die momentane Keplerellipse oskulierend in die nächste Ellipse übergeht.
Zusätzlich bewirkt jede ungleiche Massenverteilung – wie die Abplattung von rotierenden Planeten – ein etwas inhomogenes Gravitationsfeld; dies ist insbesondere an leicht veränderten Bahnen ihrer Monde zu bemerken. Weitere geringfügige Abänderungen der Umlaufbahnen werden durch die Allgemeine Relativitätstheorie beschrieben.
Beispielsweise zeigt der Planet Merkur eine zwar kleine, aber durchaus messbare Abweichung von einer Ellipsenbahn. Er kommt nach einem Umlauf nicht mehr genau auf den Ausgangspunkt zurück, sondern folgt durch eine rechtläufige Drehung der Apsidenlinie einer Rosettenbahn. Diese Periheldrehung kann die newtonsche Gravitationstheorie zwar erklären, aber nicht vollständig. Dazu müsste die Sonne eine etwas abgeflachte Form haben. Eine hinreichende Erklärung für die Gesamtgröße der Periheldrehung aller betroffenen Planeten liefert die Allgemeine Relativitätstheorie.
Auch Doppelsterne folgen genähert den keplerschen Gesetzen, wenn man ihre Bewegung als zwei Ellipsen um den gemeinsamen Schwerpunkt versteht. Nur bei Mehrfachsystemen oder sehr engen Sternpaaren sind spezielle Methoden der Störungsrechnung erforderlich.
Noch größere Instabilitäten weisen die Orbits zweier eng einander umkreisender Neutronensterne auf. Durch die Effekte der Raum-Zeit-Relativität entsteht Gravitationsstrahlung, und die Neutronensterne stürzen (nach langer Zeit) ineinander. Zahlreiche Röntgenquellen am Himmel sind auf diese Weise zu erklären.
Als die Physiker um die Jahrhundertwende begannen, die Bahnen der Elektronen im Atom zu berechnen, dachten sie an ein Planetensystem im Kleinen. Die ersten Modelle waren Keplerbahnen der Elektronen um den Atomkern.
Allerdings erkannte man bald, dass Elektronen, die um den Kern kreisen, gemäß den Maxwellgleichungen elektromagnetische Wellen aussenden und wegen der so abgestrahlten Energie in Bruchteilen von Sekunden in den Atomkern stürzen müssten.
Dies war eines der Probleme, die schließlich zur Entwicklung der Quantenmechanik führten.

### Anschauliche Erläuterung anhand der Kegelschnittbahnen

Je nach Abschussgeschwindigkeit verändert sich die Bahn des Projektils. Zwischen der ersten und der zweiten kosmischen Geschwindigkeit entsteht eine Umlaufbahn.

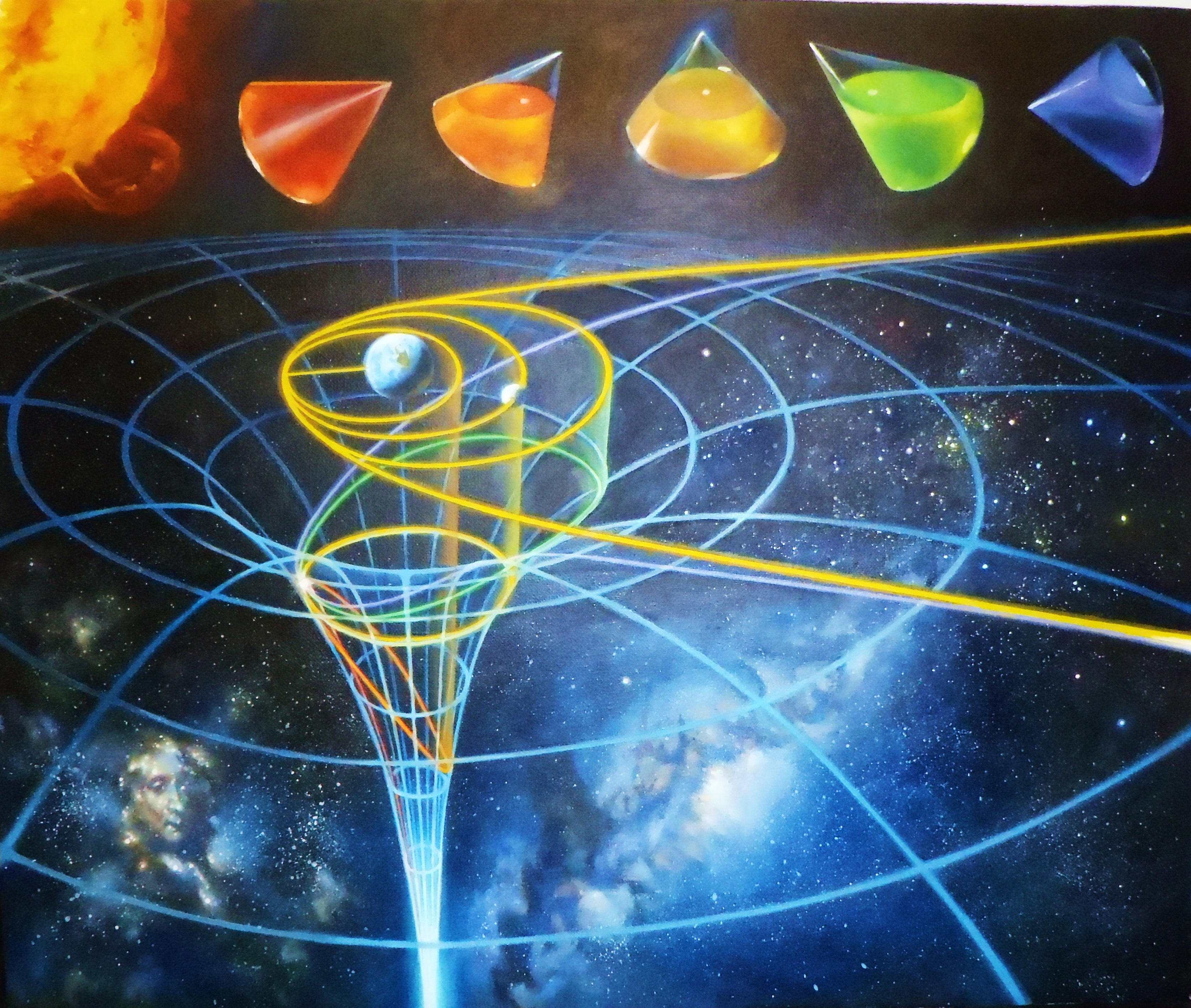
Kegelschnitte beschreiben die möglichen Bahnen (gelb). Eine Projektion dieser Bahnen auf das Gravitationspotenzial (blau) des Zentralkörpers erlaubt es, die Bahnenergie in jedem Raumpunkt zu ermitteln.

Die Mechanik einer Umlaufbahn wird oft an einem anschaulichen Gedankenexperiment demonstriert: Man nimmt an, man stehe auf einem hohen Turm oder Berg und schieße ein Projektil horizontal ab. Den Luftwiderstand lässt man zur Vereinfachung vorerst weg. Noch anschaulicher wird das Gedankenexperiment, wenn man es nicht auf der Erde, sondern auf einem kleinen Planeten oder Mond veranstaltet, in der Art des bekannten Titelbilds des Buchs Der kleine Prinz oder auf dem Marsmond Phobos (siehe dazu auch weiter unten).
- Bei niedriger Abschussgeschwindigkeit fliegt das Projektil entlang einer Wurfparabel und trifft nach kurzem Flug auf dem Boden auf (Bahn A in der nebenstehenden Skizze).
- Bei größerer Abschussgeschwindigkeit wird aus der Parabel ein Ellipsenbogen, und das Projektil trifft erst wieder auf der Erdoberfläche auf, nachdem es einen merkbaren Teil des Erdumfangs überflogen hat (Bahn B).
- Erreicht die Abschussgeschwindigkeit die erste kosmische Geschwindigkeit, wird aus dem Ellipsenbogen ein Vollkreis, ein Orbit. Das Projektil ist also zu schnell, um wieder herunterzufallen; man sagt, dass es dann „um die Erde herumfällt“ (Bahn C).
- Wird die Abschussgeschwindigkeit weiter erhöht, wird aus dem Kreis eine elliptische Umlaufbahn, wobei der Abschusspunkt der erdnächste Punkt ist und bleibt (Bahn D).
- Überschreitet die Abschussgeschwindigkeit die zweite kosmische Geschwindigkeit, öffnet sich die Ellipse zur Hyperbel. Es kommt keine Umlaufbahn zustande, weil das Projektil schneller ist, als dass die Erde das Projektil wieder zu sich ziehen kann. Anders gesagt: die kinetische Energie des Projektils ist größer als die Gravitationsenergie, die die Erde auf das Projektil wirkt. (Bahn E)

## Niedrige Umlaufbahnen
Wenn der Bahndurchmesser nur unwesentlich größer als der Durchmesser des Zentralkörpers ist, spricht man von einem oberflächennahen oder niedrigen Orbit, fachsprachlich von einem LEO für Low Earth Orbit. Wenn der Zentralkörper und die Bahn als kreisförmig mit gleichem Radius angesetzt werden, erhält man bei Gleichsetzung der Gewichtskraft mit der Zentripetalkraft Resultate für Umlaufgeschwindigkeit (die Erste kosmische Geschwindigkeit) und Umlaufzeit.
Newtonsches Gravitationsgesetz:
{\displaystyle G=\gamma \cdot {\frac {m_{\mathrm {Sat} }\cdot m_{\mathrm {Z} }}{r^{2}}}}
mit {\displaystyle G} = Gewichtskraft, {\displaystyle \gamma } = Gravitationskonstante, {\displaystyle m_{\mathrm {Sat} }} = Masse des Satelliten, {\displaystyle m_{\mathrm {Z} }} = Masse des Zentralkörpers, {\displaystyle r} = Radius des Zentralkörpers (≈ Abstand der Massenmittelpunkte von Satellit und Zentralkörper)
Die Gewichtskraft des Satelliten ergibt sich dann, wenn {\displaystyle \rho =m_{\mathrm {Z} }/V_{\mathrm {Z} }} die durchschnittliche Dichte des Zentralkörpers mit dem Volumen {\displaystyle V_{\mathrm {Z} }={\tfrac {4\pi r^{3}}{3}}} ist, wie folgt:
{\displaystyle G=\gamma \cdot {\frac {m_{\mathrm {Sat} }\cdot \rho \cdot r^{3}\cdot {\frac {4\pi }{3}}}{r^{2}}}=\gamma \cdot m_{\mathrm {Sat} }\cdot \rho \cdot r\cdot {\frac {4\pi }{3}}}
Durch Gleichsetzen mit dem Ausdruck {\displaystyle G=m_{\mathrm {Sat} }\cdot g} für die Gewichtskraft ergibt sich daraus die Zentripetalbeschleunigung {\displaystyle g} (im Fall der Erde die Erdbeschleunigung):
{\displaystyle g=\gamma \cdot \rho \cdot r\cdot {\frac {4\pi }{3}}}
Die Gewichtskraft {\displaystyle G} und die Zentrifugalkraft {\displaystyle Z} bei Bahngeschwindigkeit {\displaystyle v} sollen ({\displaystyle \,{\stackrel {!}{=}}\,}) im Gleichgewicht sein:
{\displaystyle Z=m_{\mathrm {Sat} }v^{2}/r\,{\stackrel {!}{=}}\,G=m_{\mathrm {Sat} }\cdot \gamma \cdot \rho \cdot r\cdot {\frac {4\pi }{3}}=m_{\mathrm {Sat} }\cdot g}
Da sich die Masse des Satelliten aus dieser Gleichung herauskürzt, ist seine Bahn unabhängig von seiner Masse oder von seiner Form.
Aufgelöst nach {\displaystyle v} und Kürzen von {\displaystyle m_{\mathrm {Sat} }}:
{\displaystyle v={\sqrt {r\cdot g}}={\sqrt {\gamma \cdot \rho \cdot r^{2}\cdot {\frac {4\pi }{3}}}}=r\cdot {\sqrt {\gamma \cdot \rho \cdot {\frac {4\pi }{3}}}}}
Die Umlaufzeit {\displaystyle t} ergibt sich aus {\displaystyle t={\tfrac {2\pi r}{v}}}, also Umfang / Geschwindigkeit, wobei sich auch der Radius des Zentralkörpers herauskürzt:
{\displaystyle t={\frac {2\pi r}{r\cdot {\sqrt {\gamma \cdot \rho \cdot {\frac {4\pi }{3}}}}}}={\sqrt {\frac {3\pi }{\gamma \cdot \rho }}}}
Abgesehen von Naturkonstanten hängt die Umlaufzeit von niedrig fliegenden Satelliten also lediglich von dessen durchschnittlicher Dichte ab, nicht jedoch von dessen Radius.
Konkrete Werte für Umlaufbahnen um die Erde:
{\displaystyle \rho _{\text{Erde}}=5515\ \mathrm {kg} /\mathrm {m} ^{3}}
{\displaystyle t_{\text{Erde}}\approx 5060\ \mathrm {s} \approx 84\ \mathrm {min} \approx 1{,}4\ \mathrm {h} }
{\displaystyle v_{\text{Erde}}\approx 7911\ \mathrm {m} /\mathrm {s} \approx 28.500\ \mathrm {km} /\mathrm {h} }
Der Wert von ca. 90 Minuten ist von niedrigen Satellitenorbits und von den meisten bemannten erdumkreisenden Raumschiffen als Faustregel bekannt. Das entspricht ca. 16 Umläufen pro Tag.
Zum Vergleich ein Satellit, der den Marsmond Phobos auf niedriger Umlaufbahn umkreist:
{\displaystyle \rho _{\text{Phobos}}=1887\ \mathrm {kg} /\mathrm {m} ^{3}}
{\displaystyle t_{\text{Phobos}}\approx 8651\ \mathrm {s} \approx 144\ \mathrm {min} \approx 2{,}4\ \mathrm {h} }
{\displaystyle v_{\text{Phobos}}\approx 9{,}1\ \mathrm {m} /\mathrm {s} \approx 33\ \mathrm {km} /\mathrm {h} }
Obwohl Phobos also nur einen Durchmesser von etwa 25 Kilometer aufweist, ist die Umlaufzeit für einen oberflächennahen Orbit bei ihm sehr ähnlich der auf der Erde (und sogar größer). Die Bahngeschwindigkeit auf diesem Orbit hingegen beträgt nur rund 33 Kilometer in der Stunde. Ein Astronaut auf der Phobos-Oberfläche könnte also theoretisch einen Ball aus der Hand in eine Umlaufbahn werfen. Da Phobos stark von der Kugelform abweicht, sind die Formeln für oberflächennahe Umlaufbahnen allerdings hier nicht praxistauglich.
Dass die Umlaufzeit für eine oberflächennahe Bahn unabhängig vom Radius des Zentralkörpers ist, lässt sich also verallgemeinern: Wenn ein Zentralkörper eine ähnliche mittlere Dichte wie die Erde aufweist, also grob gesprochen „steinig“ strukturiert ist, dann liegt die Umlaufzeit in der Größenordnung von 90 Minuten, ob es sich beim Zentralkörper um einen Asteroiden handelt oder um einen Exo-Planeten, der einen ganz anderen Stern umkreist.

## Erdumlaufbahnen

Einige Satellitenorbits im Vergleich

In einer Umlaufbahn heben sich im lokalen mitbewegten Koordinatensystem die Gravitationskraft der Erde und die Zentrifugalkraft gegenseitig auf. Deshalb herrscht an Bord eines Raumfahrzeuges, das sich in einer Umlaufbahn befindet, Schwerelosigkeit (siehe auch Mikrogravitation). Die meisten Raumflüge finden in niedrigen Bahnen (einige 100 km) um die Erde statt (z. B. Space-Shuttle-Missionen). Physikalisch bedingt gilt, dass die Bahngeschwindigkeit entsprechend dem Abstand zur Erde zu- oder abnimmt. Von besonderer Bedeutung ist die geostationäre Bahn – in rund 35.800 km Höhe und ohne Bahnneigung gegen die Äquatorebene. Satelliten in einem solchen Orbit stehen relativ zur Erdoberfläche still, was insbesondere für Kommunikationssatelliten und Wettersatelliten nötig ist.